# Шестой этап Кубка мира по конькобежному спорту 2012/2013
Шестой этап Кубка мира по конькобежному спорту в сезоне 2012/2013 прошёл с 19 по 20 января 2013 года на катке Олимпийский овал Калгари, Канада. Забеги проходят на спринтерских дистанциях (500 и 1000 метров).
На этапе было установлено множество персональных рекордов, несколько национальных рекордов и побиты два рекорда мира: на дистанции 500 метров и по сумме спринтерского многоборья у женщин.

## Призёры

### Мужчины
| Event          | Золото                      | Золото   | Серебро                   | Серебро  | Бронза                    | Бронза   |
| -------------- | --------------------------- | -------- | ------------------------- | -------- | ------------------------- | -------- |
| 500 м 1 забег  | Ян Смекенс · Нидерланды     | 34.32 NR | Пекка Коскела · Финляндия | 34.36(1) | Джейми Грегг · Канада     | 34.36(9) |
| 500 м 2 забег  | Ян Смекенс · Нидерланды     | 34.39    | Дзёдзи Като · Япония      | 34.44    | Михел Мюлдер · Нидерланды | 34.55    |
| 1000 м 1 забег | Шани Дэвис · США            | 1:07.49  | Кьелд Нёйс · Нидерланды   | 1:07.64  | Михел Мюлдер · Нидерланды | 1:07.87  |
| 1000 м 2 забег | Хейн Оттерспер · Нидерланды | 1:07.76  | Шани Дэвис · США          | 1:07.83  | Самуэль Шварц · Германия  | 1:07.85  |

### Женщины
| Event          | Золото                        | Золото     | Серебро                  | Серебро  | Бронза                  | Бронза   |
| -------------- | ----------------------------- | ---------- | ------------------------ | -------- | ----------------------- | -------- |
| 500 м 1 забег  | Ли Сан Хва · Республика Корея | 36.99 NR   | Хизер Ричардсон · США    | 37.12 NR | Юй Цзин · Китай         | 37.28    |
| 500 м 2 забег  | Ли Сан Хва · Республика Корея | 36.80 WR   | Хизер Ричардсон · США    | 37.42    | Маргот Бур · Нидерланды | 37.54 NR |
| 1000 м 1 забег | Хизер Ричардсон · США         | 1:13.09 NR | Кристин Несбитт · Канада | 1:13.67  | Бриттани Боу · США      | 1:13.92  |
| 1000 м 2 забег | Хизер Ричардсон · США         | 1:13.30    | Ирен Вюст · Нидерланды   | 1:13.89  | Бриттани Боу · США      | 1:13.96  |